# Sündisznótétel

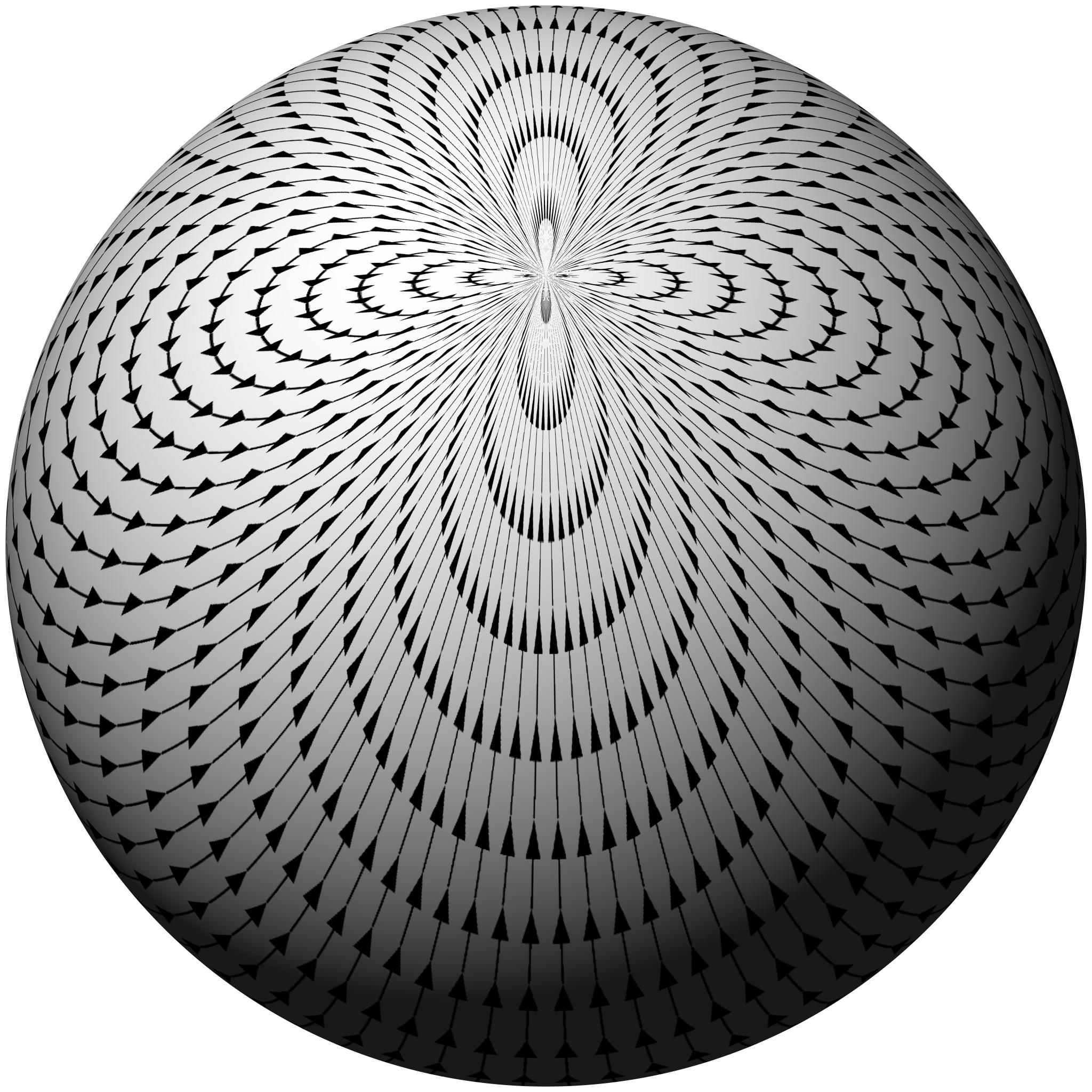
Megfésült sün egy forgóval

A sündisznótétel a topológia egy alapvető tétele. Azt állítja, hogy a gömbfelületen nincs folytonos érintő egységvektormező, vagy általánosabban, az {\displaystyle \mathbb {S} ^{n}} gömbfelszínen akkor és csak akkor van, ha n páratlan. Belátható a körülfordulási szám felhasználásával, de az algebrai topológia és a differenciáltopológia eszközeivel is. Nevezik Poincaré–Brouwer-tételnek is, mivel Brouwer 1912-ben felhasználta a Poincaré-tételhez.

## Alkalmazásai
Egy érdekes meteorológiai következmény szerint egy gömb alakú bolygón mindig van olyan pont, ahol éppen nem fúj a szél. Ez tipikusan egy ciklon, vagy anticiklon szeme. Mivel mindig van ilyen pont, ezért az is következik, hogy mindig van ciklon, vagy anticiklon.
A komputergrafikában gyakran kell egy olyan vektort generálni a térben, ami merőleges egy előre megadott másik vektorra. A sündisznótétel miatt ezt a feladatot nem lehet folytonos függvénnyel megoldani.
Egy következmény szerint, ha egy gömböt önmagára képezünk le, akkor lesz olyan pont, ami vagy önmagára, vagy az átellenes pontjára képeződik le.

## Más felületek
A megfésülhetőséget a tételben azzal definiálják, hogy az adott felületen van folytonos érintő egységvektormező. Ha egy felületen nincs ilyen, akkor szoktak forgókról beszélni, ahol is a folytonos érintő vektormező felveszi értékként a nullvektort. Ha ezek a helyek nem csak izolált pontok, akkor a választék szó is előfordulhat.
A tórusz megfésülhető, a kengyelfelület és a három lyukas úszógumi megint nem. Igazából egy felület csak akkor lehet megfésülhető, ha Euler-száma 0. 

## Bizonyítás a körülfordulási számmal
Tegyük fel indirekt, hogy a gömb megfésülhető. Kijelölünk rajta két átellenes pontot, ezeket északi és déli pólusnak nevezzük. Eltoljuk a képvektorokat úgy, hogy kezdőpontjuk a gömbi vektorok végpontjába kerüljön. Levetítjük déli pólusból az északi, az északi pólusból a déli féltekét az egyenlítő síkjára, és tekintjük az így kapott vektormezőt az egyenlítőn. Körülfordulási egyrészt ±1 a szögfelező tulajdonság miatt, másrészt 0, mivel kiterjed az egész körlapra. Ellentmondás.
A bizonyításhoz más szögtartó vetítés is használható.

## Algebrai topológiai bizonyítás
Tegyük fel indirekt, hogy a gömb megfésülhető. Jelölje most u a gömbi vektort, v a képvektort, és legyen w az u és a v vektoriális szorzata. Ezek együtt egy {\displaystyle \mathrm {S} O{(3)}\rightarrow \mathbb {S} ^{2}\times \mathbb {S} ^{1}} homeomorfizmust adnak, ami lehetetlen, mivel SO(3) fundamentális csoportja {\displaystyle \mathbb {Z} _{2}}, és a szorzaté {\displaystyle \mathbb {Z} }.